# A-18
La autopista A-18, o Autopista de Monserrat, fue una autopista española que empezaba en el enlace 9 de la B-20 (Ronda norte de Barcelona), y finalizaba en Manresa. Tenía una longitud de 56 km y era una autopista de peaje.
El primer tramo de autopista se inauguró el año 1975 bajo la denominación  B-29 , la totalidad de la misma se terminó en 1994, el peaje está operado en concesión por Autema en colaboración con Cintra y Abertis.
La A-18 se correspondía en parte con una ruta europea, en este caso la E09. 
Tras el cambio de denominación, el tramo de la A-18 que corresponde desde Tarrasa hasta Manresa pasó a ser conocido como  C-16 , mientras que el tramo de Tarrasa a Barcelona paso a denominarse como   C-58 .

## Enlaces
| Número de salida     | Nombre de la salida                                                 | Carretera que enlaza |
| -------------------- | ------------------------------------------------------------------- | -------------------- |
|                      | Barcelona / Nudo de la Trinidad, inicio de autopista                | B-10 B-20            |
|                      | Área de servicio Portal del Vallés                                  |                      |
| 4                    | Sardañola del Vallés / Ripollet / Moncada y Reixach                 | N-150                |
| 7                    | Barberá del Vallés / Badía del Vallés / Sector Baricentro           | N-150                |
| 8                    | Lérida / Tarragona / Gerona                                         | AP-7 E-15 B-30       |
| 9                    | Sabadell Sur / Badía del Vallés / Bellaterra / Universidad Autónoma | BV-1414              |
| 12                   | Sabadell Centro - Norte / San Quirico de Tarrasa Sur - Centro       | C-58C                |
| 15                   | San Quirico de Tarrasa / Mercavallès / Hospital de Tarrasa          | N-150                |
|                      | Área de servicio km 17                                              |                      |
| 17                   | Tarrasa Este / Rubí / Matadepera / Polígonos norte                  |                      |
| 19                   | Tarrasa Este / Polígonos sur                                        |                      |
| 21                   | Tarrasa                                                             |                      |
| 22                   | Tarrasa (Martorell/Sabadell/Sardañola del Vallés)                   | C-243C N-150         |
| 23A                  | Tarrasa Norte                                                       |                      |
| 23B                  | Olesa de Montserrat/Manresa                                         | C-58 B-120           |
| 26                   | Viladecavalls                                                       | C-58                 |
| 33                   | Vacarisas                                                           | C-58                 |
| Restaurant · Benzina | Área de servicio de Montserrat Petrocat.Km.35                       |                      |
|                      | Peaje de Manresa                                                    |                      |
| 41                   | Castellbell y Vilar - San Vicente de Castellet - Montserrat         | C-55                 |
| 48                   | Manresa sur/Rocafort y Vilumara                                     | BV-1225              |
| 50                   | Manresa /Viladordis                                                 | C-55                 |
| 54                   | San Fructuoso de Bages/Navarclés/Moyá/Tona/Vich                     | N-141C               |
| 56                   | Manresa norte                                                       | C-16C                |
|                      | Manresa norte, fin de peaje, continua autovía                       | C-16 E-9             |